# Consiglio nazionale slovacco (1848-1849)
Il Consiglio nazionale slovacco (in slovacco: Slovenská národná rada) fu un organismo politico slovacco, fondato a Vienna il 15-16 settembre 1848 durante le Rivoluzioni del 1848 (una targa commemorativa è esposta presso la Karlskirche di Vienna). Era guidato da Ľudovít Štúr, Jozef Miloslav Hurban e Michal Miloslav Hodža. Fra i suoi membri vi erano anche i capi militari Bedřich Bloudek, František Alexandr Zach e Bernard Janeček. Ne furono segretari Bohuš Nosák Nezabudov e Daniel Jaroslav Bórik.
Organizzò l'insurrezione slovacca del 1848-1849 nell'ambito della rivoluzione del 1848 e ebbe un ruolo di potere nella Slovacchia occupata da forze austro-slovacche che si opponevano ai magiari.
La prima riunione in territorio slovacco si tenne nella casa della signora Koléniová a Myjava. Il 19 settembre 1848 si ebbe a Myjava la prima adunata nazionale slovacca, nell'ambito della prima Campagna volontaria slovacca (da Vienna attraverso la Moravia verso la Slovacchia). All'adunata Ľudovít Štúr dichiarò l'indipendenza della nazione slovacca dall'Ungheria. Tuttavia, il Consiglio nazionale slovacco controllava solo Myjava e i dintorni e i volontari furono sconfitti in pochi giorni.
Il Consiglio nazionale slovacco partecipò anche all'organizzazione della altre Campagne volontarie slovacche e ad altre attività durante la rivoluzione. Cessò di esistere nell'autunno del 1849, quando terminò la rivoluzione.